# Đệ Nhị Đế chế Pháp
Đế chế thứ hai hay Đệ Nhị đế chế là vương triều Bonaparte được cai trị bởi Napoléon III từ 1852 đến 1870 tại Pháp. Đế quốc này được bắt đầu sau Đệ Nhị Cộng hòa Pháp và kết thúc khi Đệ Tam Cộng hòa Pháp được thành lập.
Từ Lịch sử đương đại Pháp (L'Histoire de la France contemporaine) của Ernest Lavisse, Đế chế thứ hai được phân tích trong hai giai đoạn của nhà sử học: được mô tả đầu tiên như đế chế độc tài kéo dài thường từ 1852 đến 1860 là trái ngược với thứ hai, được gọi là "đế quốc tự do", thường dao động từ 1860 để năm 1870.
Đế chế thứ hai kết thúc vào ngày 4 tháng 9 năm 1870 sau thất bại của trận Sedan trong cuộc chiến chống Phổ, một cường quốc đang lên ở châu Âu do thủ tướng Otto von Bismarck lãnh đạo.

## Lịch sử

### Thành lập
Mặc dù cấu trúc của chính quyền đế quốc gần giống như của đế chế đầu tiên, nhưng các nguyên tắc được thiết lập bởi hai người là hoàn toàn khác nhau. Napoléon III thường tuyên bố rằng chức năng của Đệ nhị Đế chế là hướng dẫn người dân đến với công lý và theo đuổi hòa bình vĩnh viễn trong ngoại giao. Trước đó, Louis-Napoléon liên tục lên án các chính phủ đầu sỏ trong các nhà tù và lưu vong vì bỏ bê các vấn đề xã hội. Khi còn là tổng thống của Đệ nhị Cộng hòa, ông đã duy trì quyền lực của mình bằng quyền bầu cử phổ quát và duy trì phong cách thông thường. Ông quyết tâm thành lập một chính phủ mới với "tư tưởng Napoléon", ông đã hình dung để giải quyết các vấn đề trên: hoàng đế và những người được chọn là đại diện của nền dân chủ. Nhân danh Napoléon I - chú của ông, người đã vươn lên từ Cách mạng Pháp bằng vũ lực, như Minerva, sinh ra từ đầu của Sao Mộc, để bảo vệ xã hội Pháp trong cuộc cách mạng.

#### Cuộc đảo chính và hoàng đế Napoléon
Vào ngày 2 tháng 12 năm 1852, nhân dân Pháp, người tin vào "huyền thoại Napoléon", sợ rằng đất nước sẽ rơi vào tình trạng hỗn loạn, và gần như nhất trí ủng hộ Louis-Napoléon lên đỉnh quyền lực trong một cuộc trưng cầu dân ý. Sau đó, ông trở thành "Napoléon III, Hoàng đế của Pháp" và thành lập Đế chế thứ hai. Charles de Gaulle sau đó coi cuộc trưng cầu dân ý là một biểu tượng của chủ nghĩa Bonaparte. Napoléon III lên nắm quyền để tượng trưng cho sự phục hồi của nhà Bonaparte.
Vào ngày 14 tháng 1 năm 1852, Louis-Napoléon ban hành hiến pháp chống quốc hội, rất giống với năm 1848. Là người đứng đầu nhà nước, ông đã tiếp quản tất cả các lực lượng hành pháp và lập pháp và chỉ chịu trách nhiệm với người dân. Napoléon có thể bổ nhiệm và loại bỏ các thành viên của Bộ Ngoại giao chịu trách nhiệm chuẩn bị dự luật và các thành viên của cơ quan thường trực của thượng viện. Một trong những chính sách mới là cho phép Nhân dân lập pháp được bầu theo quyền bầu cử phổ thông, nhưng Nhân dân lập pháp không thể tự trị và chỉ có thể giải quyết các dự luật do Nhân dân điều hành giới thiệu. Sau khi ra mắt chính sách này, các sự cố tương tự như cuộc đảo chính mặt trăng sương mù đã xảy ra. Người dân Pháp thường ủng hộ quyết định của Napoléon và yêu cầu ông gia hạn tổng thống trong mười năm.

## Chính sách đối ngoại
Chiến tranh Krym kết thúc vào năm 1856, một chiến thắng cho Napoléon III và kết quả là hòa bình đã loại Nga ra khỏi Biển Đen. Con trai của ông Louis-Napoléon Bonaparte được sinh ra cùng năm, hứa hẹn tiếp tục triều đại.
Năm 1859, Napoléon đã dẫn dắt Pháp đến chiến tranh với Áo của Ý. Pháp đã chiến thắng và giành được Savoy và Nice.
Hiệp ước thương mại với Vương quốc Anh năm 1860 đã phê chuẩn chính sách thương mại tự do của Richard Cobden và Michel Chevalier, đã mang lại cho ngành công nghiệp Pháp cú sốc bất ngờ của cạnh tranh nước ngoài. Do đó, cả người Công giáo và những người bảo vệ đều phát hiện ra rằng sự cai trị độc đoán có thể thuận lợi khi nó phục vụ cho tham vọng hoặc lợi ích của họ, nhưng không phải khi thực hiện bằng chi phí của họ
Pháp chính thức trung lập trong suốt Nội chiến Hoa Kỳ, 1861–1865 và không bao giờ công nhận Liên minh miền Nam Hoa Kỳ Hoa Kỳ cảnh báo rằng sự công nhận sẽ có nghĩa là chiến tranh. Tuy nhiên, ngành dệt cần bông phía Nam và Napoléon có tham vọng đế quốc ở México, có thể được Liên minh hỗ trợ rất nhiều. Đồng thời, các nhà lãnh đạo chính trị khác của Pháp, như Bộ trưởng Ngoại giao Édouard Thouvenel, đã ủng hộ Hoa Kỳ. Napoléon đã giúp tài trợ cho Liên minh nhưng từ chối can thiệp tích cực cho đến khi Anh đồng ý và Luân Đôn luôn từ chối can thiệp. Hoàng đế nhận ra rằng một cuộc chiến với Mỹ mà không có đồng minh sẽ gây ra thảm họa cho Pháp.
Napoléon mơ ước xây dựng một lĩnh vực kinh tế Pháp ở Mỹ Latinh, tập trung vào México. Ông đã giúp thúc đẩy nhanh chóng hiện đại hóa kinh tế nhanh chóng, nhưng quân đội của ông đã chiến đấu với quân nổi dậy cực đoan, những người có sự hỗ trợ của Mỹ. Đến năm 1863, sự can thiệp của quân đội Pháp vào México để thành lập Đệ Nhị Đế chế México do Hoàng đế Maximiliano I, anh trai của Franz Joseph I của Áo đứng đầu, là một thất bại hoàn toàn. México đã chiến đấu trở lại và sau khi đánh bại Liên minh miền Nam Hoa Kỳ, Hoa Kỳ yêu cầu Pháp rút khỏi México—gửi 50.000 lính chiến đấu kỳ cựu đến biên giới để ram điểm nhà. Quân đội Pháp về nước; hoàng đế bù nhìn không rời đi và bị xử tử.
Từ năm 1861 đến 1863, Pháp bắt tay vào thí nghiệm thuộc địa ở Nam Kỳ (miền Nam Việt Nam) và Trung Kỳ (miền Trung Việt Nam). Cuộc chinh phạt diễn ra đẫm máu nhưng thành công và được hỗ trợ bởi một số lượng lớn binh lính, nhà truyền giáo và doanh nhân người Pháp, cũng như các thành phần doanh nhân Trung Quốc địa phương.
Lợi nhuận và tổn thất trong nước do các chính sách của châu Âu. Sự hỗ trợ mà Pháp dành cho sự nghiệp Ý đã khơi dậy hy vọng háo hức của các quốc gia khác. Việc Tuyên bố Vương quốc Ý vào ngày 17 tháng 3 năm 1861 sau khi sáp nhập nhanh chóng ở đảo Toscana và Vương quốc Hai Sicilia đã chứng minh sự nguy hiểm của các biện pháp nửa vời. Nhưng khi một sự nhượng bộ, tuy hẹp hòi, đã được thực hiện cho tự do của một quốc gia, nó khó có thể bị từ chối đối với những khát vọng chính đáng không kém của phần còn lại.
Vào năm 1863, những "quyền mới" này một lần nữa được kêu gọi rầm rộ để được công nhận: ở Ba Lan, ở Schleswig và Holstein, ở Ý, bây giờ đã thống nhất, không có biên giới hay thủ đô, và trong Thân vương quốc Danubian. Để trục xuất bản thân khỏi sự bế tắc của Ba Lan, hoàng đế lại đề xuất một đại hội, không có may mắn. Ông lại một lần nữa không thành công: Vương quốc Anh thậm chí từ chối thừa nhận nguyên tắc của một quốc hội, trong khi Áo, Phổ và Nga chỉ đưa ra sự gắn bó của họ với các điều kiện khiến nó trở nên vô ích, tức là họ dành những câu hỏi quan trọng của Venetia và Ba Lan. Sự ủng hộ của Hoàng đế đối với phiến quân Ba Lan đã làm tha hóa giới lãnh đạo Nga. Chuyến thăm của Czar Alexander II tới Paris vì thảm họa John khi anh hai lần bị sát thủ Ba Lan tấn công, nhưng đã trốn thoát. Tại Berlin, Bismarck đã nhìn thấy cơ hội để siết chặt người Pháp bằng cách hình thành mối quan hệ gần gũi hơn với người Nga.
Thành công của toàn dân đầu phiếu năm 1870, lẽ ra phải củng cố Đế chế, đã xác định sự sụp đổ của nó. Người ta cho rằng một thành công ngoại giao sẽ khiến đất nước quên đi tự do ủng hộ vinh quang. Đó là vô ích mà sau cuộc cách mạng quốc hội ngày 2 tháng 1 năm 1870, Comte Daru đã hồi sinh, thông qua Lord Clarendon, kế hoạch giải trừ vũ khí của Bá tước Beust sau Trận Königgrätz. Ông đã gặp một lời từ chối từ Phổ và từ đoàn tùy tùng của đế quốc. Nữ hoàng Eugénie được ghi nhận với lời nhận xét: "Nếu không có chiến tranh, con trai tôi sẽ không bao giờ là hoàng đế".

### Đế quốc hải ngoại
Napoléon III nhân đôi diện tích của Đế quốc hải ngoại Pháp; ông thiết lập sự cai trị của Pháp ở Nouvelle-Calédonie và Nam Kỳ, thiết lập một chế độ bảo hộ ở Campuchia (1863); và các phần thuộc địa của Châu Phi. Ông gia nhập Anh gửi một đội quân đến Trung Quốc trong Chiến tranh nha phiến lần thứ hai và Cuộc nổi dậy Thái Bình Thiên Quốc (1860), nhưng các liên doanh của Pháp đã không thiết lập được ảnh hưởng ở Nhật Bản (1867) và Triều Tiên (1866).
Để thực hiện các dự án mới ở nước ngoài của mình, Napoléon III đã tạo ra một Bộ Hải quân và Thuộc địa mới, và bổ nhiệm một bộ trưởng năng nổ, Thịnh vượng, Hầu tước Chasseloup-Laubat, để lãnh đạo nó. Một phần quan trọng của doanh nghiệp là hiện đại hóa Hải quân Pháp; ông bắt đầu xây dựng mười lăm nồi hơi trục vít mạnh mẽ; và một đội tàu vận chuyển quân chạy bằng hơi nước. Hải quân Pháp trở thành cường quốc thứ hai trên thế giới, sau Anh. Ông cũng tạo ra một lực lượng mới của quân đội thực dân, bao gồm các đơn vị tinh nhuệ của bộ binh hải quân, Zouaves, Chasseurs d'frique, và những người bắn tỉa Algérie, và ông đã mở rộng Quân đoàn Ngoại giao, được thành lập năm 1831 và chiến đấu tốt ở Crimea, Ý và México. Lãnh thổ hải ngoại của Pháp đã tăng gấp ba lần trong khu vực; vào năm 1870, chúng bao phủ gần một triệu km2 và kiểm soát gần năm triệu dân. Trong khi những người lính, quản trị viên, doanh nhân và nhà truyền giáo đến và rời đi, rất ít người Pháp định cư lâu dài ở các thuộc địa, ngoài một số người ở Algérie. Thương mại thuộc địa đạt 600 triệu franc, nhưng lợi nhuận bị áp đảo bởi các chi phí. Tuy nhiên, một mục tiêu chính là 'Sứ mệnh dân sự' sứ mệnh truyền bá văn hóa, ngôn ngữ và tôn giáo của Pháp, và điều này đã chứng tỏ thành công.

## Kết thúc đế chế
Sự trỗi dậy của quốc gia láng giềng Phổ trong những năm 1860 đe dọa đến quyền lực tối cao của Pháp ở Tây Âu. Napoléon, ngày càng yếu đi về thể xác và tinh thần, đã xử lý sai tình huống, và cuối cùng thấy mình trong một cuộc chiến không có đồng minh. Anh sợ chủ nghĩa quân phiệt Pháp và từ chối giúp đỡ. Nga rất khó chịu về sự can thiệp của Pháp trong việc hỗ trợ Ba Lan phiến quân trong cuộc khởi nghĩa năm 1863. Napoléon đã hỗ trợ mạnh mẽ cho Ý, nhưng từ chối yêu cầu về Roma, và giữ quân đội Pháp ở Roma để bảo vệ Giáo hoàng khỏi chính phủ mới của Ý, do đó dẫn đến việc Ý từ chối giúp đỡ. Hoa Kỳ vẫn bị xa lánh vì thất bại ở México. Napoléon không biết mình muốn gì hay phải làm gì, nhưng điều ngược lại là đúng đối với Thủ tướng Phổ Otto von Bismarck, người đã lên kế hoạch tạo ra một quốc gia Đức mới vĩ đại, dựa trên sức mạnh của Phổ, cũng như chủ nghĩa dân tộc Đức đang hồi sinh dựa trên sự sỉ nhục có hệ thống của Pháp. Vấn đề trước mắt là một cuộc tranh cãi tầm thường liên quan đến việc kiểm soát ngai vàng Tây Ban Nha. Pháp thực sự đã thành công trong cuộc chiến ngoại giao, nhưng Napoléon muốn làm nhục nhà vua Phổ, Wilhelm I. Đến lượt Bismarck thao túng tình hình sao cho Pháp tuyên chiến với Phổ vào ngày 15 tháng 7 năm 1870, do đó châm ngòi cho Chiến tranh Pháp-Phổ. Các quốc gia nhỏ hơn của Đức tập hợp lại phía sau Phổ, trong khi quân đội lớn của Pháp tỏ ra là vũ trang kém, được huấn luyện kém, và do chính Hoàng đế lãnh đạo, chỉ huy rất kém. Trong vài tuần, quân đội Pháp đã bị bao vây và buộc phải đầu hàng sau trận Sedan. Chính Napoléon đã trở thành tù nhân và lực lượng Cộng hòa nhanh chóng nắm quyền kiểm soát Paris. Pháp dưới sự lãnh đạo của Léon Gambetta tuyên bố thành lập Đệ Tam Cộng hòa Pháp. Napoléon và Eugénie đã đi lưu vong ở Anh. Chiến thắng đã tạo ra một sự khởi đầu của chủ nghĩa dân tộc Đức mà Bismarck ngay lập tức chiếm giữ để hợp nhất tất cả các quốc gia Đức (trừ Áo), từ đó tạo ra Đế quốc Đức, với vua Phổ là Hoàng đế và Bismarck Thủ tướng. Nước Đức mới giờ là lực lượng quân sự thống trị của lục địa châu Âu. Ngoài ra, Pháp buộc phải từ bỏ hai tỉnh biên giới Alsace và Lorraine, và sự sỉ nhục của nó kéo dài qua nhiều thế hệ.

## Cấu trúc chính trị

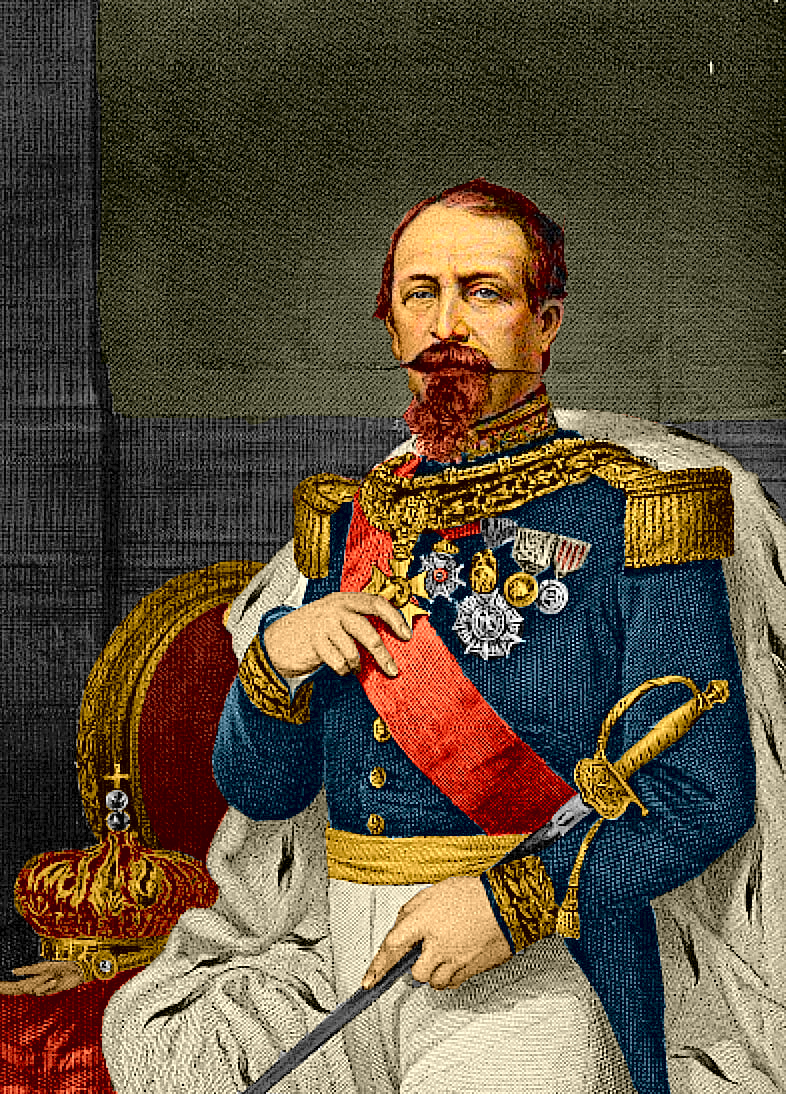
Napoléon III, người thành lập đệ nhị đế chế

Tiêu chuẩn Hoàng gia Napoléon III

Cấu trúc của chính phủ Pháp trong Đệ Nhị Đế chế ít thay đổi so với Đệ Nhất đế chế. Nhưng Hoàng đế Napoléon III nhấn mạnh vai trò đế quốc của chính ông là nền tảng của chính phủ. Nếu chính phủ hướng dẫn người dân hướng tới công lý trong nước và hòa bình bên ngoài, thì đó là vai trò là hoàng đế, nắm giữ quyền lực của ông dưới quyền nam toàn cầu và đại diện cho tất cả mọi người, để làm lãnh đạo tối cao và bảo vệ thành quả của Cuộc cách mạng.
Ông đã rất thường xuyên, trong khi ở tù hoặc lưu vong, đã trừng phạt các chính phủ đầu sỏ trước đây vì đã bỏ bê các câu hỏi xã hội rằng Pháp bắt buộc phải ưu tiên các giải pháp của họ. Câu trả lời của ông là tổ chức một hệ thống chính phủ dựa trên quy luật của "Tư tưởng Napoléon". Điều này có nghĩa là hoàng đế, người được bầu làm đại diện cho nền dân chủ, cai trị tối cao. Chính ông đã thu hút quyền lực và tính hợp pháp từ vai trò đại diện của Napoléon Bonaparte, "người đã xuất hiện từ Cách mạng Pháp như Minerva từ người đứng đầu Jove ".
Việc chống nghị viện Hiến pháp Pháp năm 1852 do Napoléon III lập ra vào ngày 14 tháng 1 năm 1852, phần lớn là sự lặp lại của Hiến pháp năm 1848. Tất cả quyền lực hành pháp được giao cho hoàng đế, người, với tư cách là người đứng đầu nhà nước, chỉ chịu trách nhiệm với người dân. Người dân của Đế quốc, thiếu quyền dân chủ, đã dựa vào lòng nhân từ của hoàng đế hơn là dựa vào lòng nhân từ của các chính trị gia. Ông là để đề cử các thành viên của hội đồng nhà nước, có nhiệm vụ chuẩn bị luật pháp và của thượng viện, một cơ quan được thành lập vĩnh viễn như một bộ phận cấu thành của đế chế.
Một sự đổi mới đã được thực hiện, đó là lập pháp đã được bầu bằng quyền bầu cử phổ thông, nhưng nó không có quyền chủ động, tất cả các luật đều được đề xuất bởi quyền hành pháp. Sự thay đổi chính trị mới này nhanh chóng được theo sau bởi hậu quả tương tự như đã tham dự của cuộc Brumaire. Vào ngày 2 tháng 12 năm 1852, Pháp, vẫn còn dưới tác dụng của di sản của Napoléon và nỗi sợ vô chính phủ, đã được trao quyền gần như nhất trí bởi một quyền lực tối cao, với tước hiệu là hoàng đế, với Napoléon III.
Cơ quan lập pháp không được phép bầu tổng thống riêng hoặc điều chỉnh thủ tục riêng của mình, hoặc đề xuất luật hoặc sửa đổi, hoặc bỏ phiếu chi tiết về ngân sách hoặc để công khai thảo luận. Tương tự, quyền bầu cử phổ quát được giám sát và kiểm soát bằng phương thức ứng cử chính thức, bằng cách cấm phát biểu tự do và hành động trong các vấn đề bầu cử đối với phe đối lập, và bằng hoan hỉ theo cách để áp đảo Tự do bỏ phiếu trong quần chúng dân cư nông thôn. Báo chí đã phải chịu một hệ thống cautionnements ("bảo đảm", được gửi như một sự bảo đảm cho hành vi tốt) và avertissements (yêu cầu của chính quyền ngừng xuất bản một số điều nhất định), theo lệnh trừng phạt hoặc đàn áp. Sách đã chịu sự kiểm duyệt
Để chống lại sự phản đối của các cá nhân, một giám sát của các nghi phạm đã được thiết lập. Cuộc tấn công của Felice Orsini vào hoàng đế năm 1858, mặc dù hoàn toàn là tiếng Ý, đã đóng vai trò là cái cớ để tăng mức độ nghiêm trọng của régime bởi luật an ninh chung (sûreté générale) cho phép thực tập, lưu đày hoặc trục xuất bất kỳ nghi phạm nào mà không cần xét xử.
Cũng giống như cách giảng dạy công khai được giám sát chặt chẽ, việc giảng dạy triết học đã bị triệt tiêu trong lycée, và quyền lực kỷ luật của chính quyền được tăng lên.
Trong bảy năm, Pháp không có cuộc sống dân chủ. Đế chế cai trị bởi một loạt toàn dân đầu phiếu. Cho đến năm 1857, phe đối lập không tồn tại; từ đó đến năm 1860 đã giảm xuống còn năm thành viên: Darimon, Émile Ollivier, Hénon, Jules Favre và Ernest Picard. Những người bảo hoàng đã chờ đợi không hoạt động sau nỗ lực mới và không thành công được thực hiện tại Frohsdorf vào năm 1853, bởi sự kết hợp của chính trị và Mitchéanist, để tái tạo một chế độ quân chủ sống ra khỏi đống đổ nát của hai gia đình hoàng gia.